# Carl Eberhard Taube von Odenkat

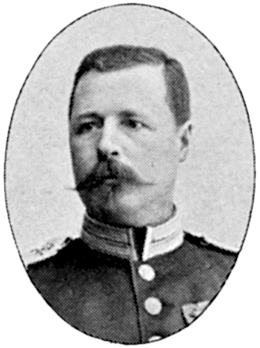
Carl Eberhard Graf Taube von Odenkat

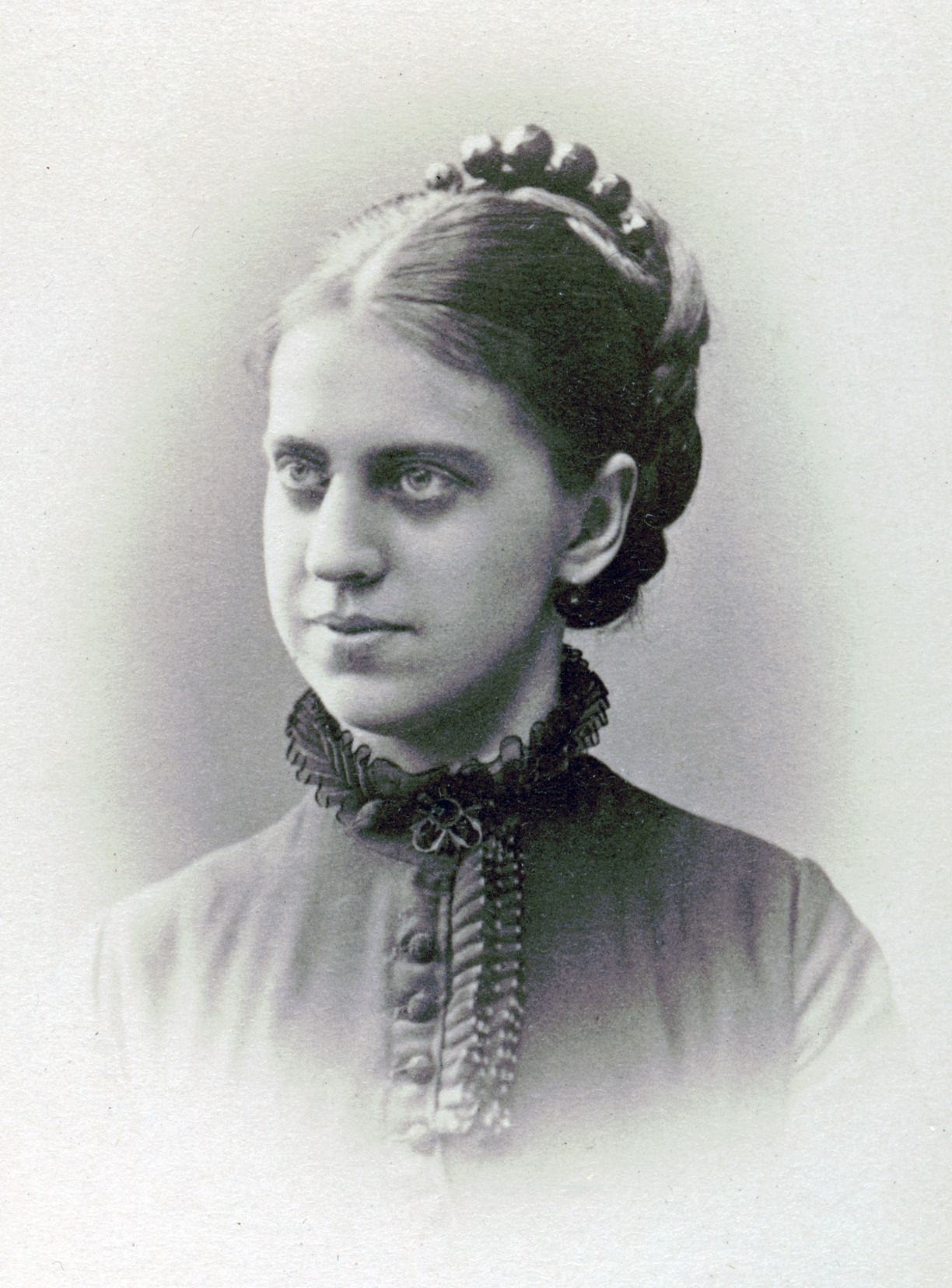
Gräfin Emma Mathilda Elisabet von Taube, geborene Gräfin Grabow

Carl Eberhard Graf Taube von Odenkat (schwedisch: Carl Evert Taube af Odenkat; * 30. April 1854 in Uppsala; † 21. April 1934 in Kungsholmen, Stockholm) war ein schwedischer Graf, Oberst und Schlossvogt. Er stammte aus dem deutsch-schwedisch-baltischen Adelsgeschlecht der „von Taube“.

## Werdegang
Am 6. März 1872 trat Carl Eberhard als Freiwilliger in das Skaraborg-Regiment  ein und legte 1874 seine Abiturprüfung ab. Er war danach Schüler an der Kriegsschule und trat im Dezember 1874 als Kammerpage in die Dienste der schwedischen Königin Josefina ein. 1875 absolvierte er an der Kriegsschule sein Abschlussexamen und wurde im November des gleichen Jahres zum Unterleutnant befördert. Danach diente er in der schwedischen Leibgarde und wurde 1880 zum Leutnant befördert. Mit der Beförderung übernahm er bis 1889 die Funktion des Schlossvogtes am Stockholmer Schloss. Am 9. Juni 1893 wurde er zum Kapitän befördert, mit der Beförderung zum Major wechselte er wieder zur Leibgarde und wurde 1905 Oberstleutnant. Seine letzte Verwendung endete als Oberst in einer schwedischen Division. Am 12. April 1912 nahm er seinen Abschied aus der schwedischen Armee.

## Familie
Carl Eberhard Taubes Großvater war Gustaf Johann Graf Taube von Odenkat (1796–1872). Sein Vater war Henning Adolf Graf Taube von Odenkat (1826–1880), sein Bruder  Henning Gustav Johann Graf Taube von Odenkat (1851–1927) hatte keine relevanten Nachfolger, womit die gräfliche Erfolge zunächst an Carl Eberhard übertragen wurde. Er heiratete 1886 die Opernsängerin Gräfin Emma Mathilda Elisabet Grabow (1852–1940), sie hatten drei Töchter: Eva Gertrud Valfrid Matilda (* 1887), Inga Maria Kerstin Margaret (* 1888) und Irma Agnes Louise (* 1889). Da er keine männlichen Nachkommen hatte, ging die gräfliche Erbfolge an seinen Cousin Carl Gustaf Graf Taube von Odenkat (1867–1941) über.

## Auszeichnungen (Auswahl)
1895 Ritter des Wasaordens; 1897 den belgischen Leopoldsorden;  1897 Jubiläumsmedaille König Oskar II., 1897 Ritter des Schwertordens, 1900 Ritter des Dannebrogordens, 1910 Ritter des Nordstern-Ordens, 1912 Kommandeur des Sankt-Olav-Ordens  und 1921 Kommandeur des Nordstern-Ordens.